# Variable range hopping
Le Variable range hopping (traduction : saut à distance variable) est une théorie en physique de la matière condensée qui décrit le mécanisme de conduction électrique que l’on observe dans les systèmes non cristallins appelés selon les situations, systèmes désordonnés,  ou systèmes amorphes. Selon Nevill Mott, l’auteur de la théorie variable range hopping (VRH) établie en 1968-1969, ce mécanisme domine la conduction électrique à basse température  dans les matériaux désordonnés, pour lesquels les états d’énergie sont généralement localisés au sens d’Anderson près du Niveau de Fermi.
Lorsque le VRH est le mode de conduction dominant dans un système, alors la conductivité électrique de celui-ci suit la loi de Mott :
{\displaystyle \sigma =\sigma _{0}e^{-(T_{0}/T)^{1/(d+1)}}} où {\displaystyle T_{0}}  est appelée la température de Mott et dépend de principalement de la longueur de localisation des porteurs de charges (électrons ou trous) ainsi que de leur densité au niveau de Fermi et {\displaystyle d} représente la dimensionnalité du système considéré.

## Le modèle de Mott
Pour parvenir à l’identification de ce mode de conduction,  Mott analyse d’abord les mécanismes intervenant dans le transfert d’un électron d’un site vers un autre et construit son modèle en postulant que la conductivité est essentiellement gouvernée par les facteurs qui interviennent dans ce transfert. En assimilant celui-ci à une probabilité P, Mott considère que cette dernière n’est que la résultante de deux autres probabilités :
- la première est proportionnelle au facteur de Boltzmann: {\displaystyle \exp[-{W}/{kT}]}

- la seconde est proportionnelle au taux de recouvrement des fonctions d’onde associées aux sites intervenant dans le transfert des charges: {\displaystyle \exp[-2\alpha R]}.

Dans ces expressions {\displaystyle W=3/[4\pi R^{3}N(E_{F})]} est l'énergie utilisée par l'électron pour effectuer son saut sur un site situé à une distance {\displaystyle R}, k est la constante de Boltzmann et 1/{\displaystyle \alpha } est le rayon de localisation des fonctions d'onde. {\displaystyle N(E_{F})} est connu comme étant la densité d'états au niveau de Fermi. En effet, dans un volume {\displaystyle {\frac {4\pi }{3}}R^{3}}, on trouve {\displaystyle {\frac {4\pi }{3}}N(E_{F})R^{3}}états par unité d'énergie, si bien que pour une fenêtre d'énergie de largeur {\displaystyle W}, il se trouvera un état sur lequel il sera possible de sauter. 
Ainsi la probabilité de transfert est donc la résultante de ces deux probabilités et est proportionnelle à :
{\displaystyle P\sim \exp \left[-2\alpha R-{\frac {W}{kT}}\right]}
Si {\displaystyle R} est très grand, la quantité d'énergie nécessaire pour effectuer le saut sera faible, mais le recouvrement des fonctions d'onde sera faible. Si {\displaystyle R} est faible, le recouvrement des fonctions d'onde sera bon, mais la quantité d'énergie nécessaire pour le saut sera importante. La distance {\displaystyle R} devra maximiser la probabilité de saut, ce qui se produit quand l’argument de la fonction exponentielle présente un minimum, c'est-à-dire lorsque :
{\displaystyle {\frac {\partial }{\partial R}}\left[-2\alpha R-{\frac {W}{kT}}\right]=0}
qui donne:
{\displaystyle R=\left({\frac {T_{0}}{T}}\right)^{1/4}}
Le report de cette expression de R dans la probabilité résultante P donne la conductivité de Mott. Si la dimension d'espace est {\displaystyle d}, nous avons {\displaystyle WR^{d}\sim 1}ce qui conduit à la distance optimale {\displaystyle R\sim T^{-1/(d+1)}}.

## Le VRH: une consommation intelligente de l’énergie
L’examen des expressions précédentes montre que l’énergie mise en jeu lors du transfert électronique d’un site vers un autre, est d’autant plus petite que la distance est longue. En effet, selon le VRH, les sauts effectués par une charge au sein d'un matériau sont optimisés non pas dans un espace à 3 dimensions (3D) mais dans un espace à quatre dimensions réparties en trois dimensions pour l'espace (3D) et une pour l'énergie (1D). Un saut entre deux sites très éloignés mais de niveaux énergétiques très proches pourrait être plus probable qu'un saut entre deux sites très proches mais d'énergies très différentes. Le coût d'un saut entre deux sites ne dépend plus seulement de la distance géométrique qui sépare ces deux sites mais aussi de la différence énergétique entre ces deux sites. Cette loi déroge à notre perception habituelle de la dépense d’énergie associée à tout déplacement. Ce type de conduction contraste avec la conduction classique dite par activation, qui fait que le porteur de charge ne se déplace que d’un site vers son proche voisin.

## La conduction électrique dans les systèmes biologiques
Selon certains travaux plus ou moins récents, la molécule d’ADN serait une substance conductrice d’électricité et utiliserait le mécanisme du VRH pour assurer le transport de ses charges.